# Поиски
«Поиски» — самиздатский машинописный журнал, издававшийся в Москве в 1978—1980 годах. Всего было издано восемь номеров. Объём номера составлял около 400 машинописных страниц. Состав редколлегии был объявлен, большинство авторов подписывались собственными именами (хотя встречались и псевдонимы).
Инициаторами выпуска журнала стали Раиса Лерт и Пётр Егидес. Издавали и редактировали журнал Валерий Абрамкин, Виктор Сокирко, Глеб Павловский. Членами редколлегии журнала были также Юрий Гримм и Владимир Гершуни.
В журнале публиковал свои статьи Григорий Померанц, опубликовали совместную статью Валерий Ронкин и Сергей Хахаев, печатали произведения Георгия Владимова, Владимира Войновича (отрывок из 2-й книги романа «Жизнь и необычайные приключения солдата Ивана Чонкина»), Фазиля Искандера (неопубликованная в СССР глава из эпопеи «Сандро из Чегема»), стихи Бориса Чичибабина, рассказы и стихи из архива уже умершего Юрия Домбровского. Историк Михаил Гефтер стал автором заявления редакции, открывшего первый номер журнала.
Идеология издателей журнала была различной: П. Егидес и Р. Лерт были убежденными сторонниками социализма, В. Сокирко был сторонником рыночной экономики капиталистического типа.
С января 1979 года органы КГБ начали проводить обыски у издателей журнала, изымать рукописи и пишущие машинки, угрожать им арестом.
В конце 1979 года В. Абрамкин, В. Сокирко и Ю. Гримм были арестованы по обвинению в «распространении заведомо ложных измышлений, порочащих советский государственный и общественный строй», П. Егидеса вынудили эмигрировать.
Выпустив два последних номера, редакция «Поисков» заявила о прекращении издания. Уже после этого были арестованы и осуждены В. Гершуни и Г. Павловский.
В 1979—1984 при участии П. Егидеса все номера «Поисков» были переизданы за рубежом (№ 1 — в Нью-Йорке, № 2-8 — в Париже, состав номеров включает не все материалы самиздатской публикации).